# Campeonato Mundial de Atletismo de 2013 - Lançamento de martelo feminino
‎
O arremesso de martelo feminino do Campeonato Mundial de Atletismo de 2013 ocorreu entre 14 e  16 de agosto no Estádio Lujniki, em Moscou.

## Recordes
Antes desta competição, os recordes mundiais e do campeonato nesta prova eram os seguintes:
| Tipo                  | Atleta           | Distância | Local  | Data                 | Ref |
| --------------------- | ---------------- | --------- | ------ | -------------------- | --- |
|                       | Betty Heidler    | 79,42     | Halle  | 21 de maio de 2011   | ver |
| Recorde do campeonato | Anita Włodarczyk | 77,96     | Berlim | 22 de agosto de 2009 | ver |

## Medalhistas
| Ouro                   | Prata              | Bronze           |
| Anita Włodarczyk (POL) | Zhang Wenxiu (CHN) | Wang Zheng (CHN) |

## Cronograma
| Data         | Hora  | Evento        |
| ------------ | ----- | ------------- |
| 14 de agosto | 09:30 | Primeira fase |
| 16 de agosto | 19:00 | Final         |

## Resultados

### Primeira fase
Qualificação: Desempenho de qualificação 73,00 m (Q) ou pelo menos 12 melhores (q) avançam para a final. 
| Classificação | Grupo | Atleta              | Nacionalidade  | 1ª prova | 3ª prova | 3ª prova | Marca | Nota       |
| ------------- | ----- | ------------------- | -------------- | -------- | -------- | -------- | ----- | ---------- |
| 1             | B     | Anita Włodarczyk    | Polónia        | x        | 76,18    |          | 76,18 | Q          |
| 2             | A     | Zhang Wenxiu        | China          | 71.99    | 75,15    |          | 75,15 | Q, SB      |
| 3             | B     | Oksana Kondrateva   | Rússia         | 73,89    |          |          | 73,89 | Q          |
| 4             | B     | Wang Zheng          | China          | 71,33    | 73,17    |          | 73,17 | Q, PB      |
| 5             | B     | Gulfiya Khanafeyeva | Rússia         | 69,67    | 69,62    | 72,47    | 72,47 | q          |
| 6             | B     | Amanda Bingson      | Estados Unidos | 71,90    | x        | x        | 71,90 | q          |
| 7             | B     | Yipsi Moreno        | Cuba           | 71,69    | x        | x        | 71,69 | q          |
| 8             | B     | Bianca Perie        | Roménia        | 70,19    | 69,58    | 71,32    | 71,32 | q, SB      |
| 9             | A     | Éva Orbán           | Hungria        | x        | 69,45    | 70,62    | 70,62 | q          |
| 10            | A     | Jeneva McCall       | Estados Unidos | 70,47    | x        | 69,14    | 70,47 | q          |
| 11            | B     | Amber Campbell      | Estados Unidos | 69,86    | 66,92    | 67,40    | 69,86 |            |
| 12            | B     | Liu Tingting        | China          | 69,07    | x        | 69,68    | 69,68 |            |
| 13            | A     | Rosa Rodríguez      | Venezuela      | 67,48    | 69,35    | x        | 69,35 |            |
| 14            | A     | Sultana Frizell     | Canadá         | 67,86    | 69,06    | 68,77    | 69,06 |            |
| 15            | A     | Jennifer Dahlgren   | Argentina      | 67,63    | 66,86    | 68,90    | 68,90 |            |
| 16            | A     | Betty Heidler       | Alemanha       | 68,83    | 66,41    | x        | 68,83 |            |
| 17            | B     | Sophie Hitchon      | Grã-Bretanha   | 68,56    | 67,62    | 65,86    | 68,56 |            |
| 18            | B     | Kathrin Klaas       | Alemanha       | x        | 66.93    | 68,34    | 68,34 |            |
| 19            | A     | Martina Hrašnová    | Eslováquia     | x        | x        | 68,00    | 68,00 |            |
| 20            | B     | Aksana Miankova     | Bielorrússia   | 62.19    | 66,65    | x        | 66,65 |            |
| 21            | B     | Amy Sène            | Senegal        | x        | 64.96    | 65,58    | 65,58 | SB         |
| 22            | A     | Tereza Králová      | Chéquia        | 63.68    | x        | 64,74    | 64,74 |            |
| 23            | A     | Barbara Špiler      | Eslovênia      | x        | x        | 64,58    | 64,58 |            |
| 24            | B     | Tracey Andersson    | Suécia         | x        | 61,37    | x        | 61,37 |            |
| 25 !          | A     | Iryna Syekachova    | Ucrânia        |          |          |          | DNS   |            |
| —             | A     | Anna Bulgakova      | Rússia         | 68.86    | 74,83    |          | 74,83 | DSQ Dopig  |
| —             | A     | Tatyana Lysenko     | Rússia         | x        | 74,60    |          | 74,60 | DSQ Doping |

### Final
A final foi iniciada as 19:00. 
| Classificação     | Atleta              | Nacionalidade  | 1ª prova | 2ª prova | 3ª prova | 4ª prova | 5ª prova | 6ª prova | Marca | Nota   |
| ----------------- | ------------------- | -------------- | -------- | -------- | -------- | -------- | -------- | -------- | ----- | ------ |
| Medalha de ouro   | Anita Włodarczyk    | Polónia        | 70,75    | 74,21    | 77,79    | 78,46    | 72,85    | 71,39    | 78,46 | NR     |
| Medalha de prata  | Zhang Wenxiu        | China          | 74,62    | 73,60    | 75,08    | 75,58    | 72,70    | x        | 75,58 | SB     |
| Medalha de bronze | Wang Zheng          | China          | 68,46    | 74,90    | x        | 73,94    | x        | 72,35    | 74,90 | PB     |
| 4                 | Yipsi Moreno        | Cuba           | 68,96    | 74,16    | 71,06    | x        | x        | 72,68    | 74,16 | SB     |
| 5                 | Oksana Kondrateva   | Rússia         | 71,46    | 72,76    | 71,21    | 68,80    | x        | 68,61    | 72,76 |        |
| 6                 | Éva Orbán           | Hungria        | 67,17    | 72,70    | 70,18    | 70,57    | x        | 67,39    | 72,70 |        |
| 7                 | Jeneva McCall       | Estados Unidos | 72,33    | 72,61    | 72,65    |          |          |          | 72,65 |        |
| 8                 | Amanda Bingson      | Estados Unidos | x        | 72.56    | x        |          |          |          | 72.56 |        |
| 9                 | Bianca Perie        | Roménia        | 71,15    | 70,40    | 71,25    |          |          |          | 71,25 |        |
| 10                | Gulfiya Khanafeyeva | Rússia         | 71,07    | 69,52    | 69,00    |          |          |          | 71,07 |        |
| —                 | Tatyana Lysenko     | Rússia         | 77,58    | 77,33    | 76,34    | 78,80    | 76,90    | 74,49    | 78,80 | Doping |
| —                 | Anna Bulgakova      | Rússia         | x        | 72,69    | 74,62    | 72,80    | x        | 73,33    | 74,62 | Doping |

Legenda
| Recorde mundial       | Recorde mundial (World record)               |                       | Recorde africano                      | Recorde africano (African) |                                           | Q | Classificado por posição (Qualified) |
| Recorde do campeonato | Recorde do campeonato (Championship record)  | Recorde da América    | Recorde da América (Americas)         | q                          | Classificado por melhor tempo (Qualified) |   |                                      |
| Melhor marca do ano   | Melhor marca do ano (World leading)          | Recorde asiático      | Recorde asiático (Asian)              | DNS                        | Não largou (Did not start)                |   |                                      |
| Recorde nacional      | Recorde nacional (National record)           | Recorde europeu       | Recorde europeu (European)            | DNF                        | Não terminou (Did not finish)             |   |                                      |
| Recorde pessoal       | Recorde pessoal do atleta (Personal best)    | Recorde da Oceania    | Recorde da Oceania (Oceania)          | DSQ / DQ                   | Desclassificado (Disqualified)            |   |                                      |
| Recorde da temporada  | Recorde da temporada do atleta (Season best) | Recorde sul-americano | Recorde sul-americano (South America) | NM                         | Sem marca (No mark)                       |   |                                      |